# Vrijgemaakt Gereformeerde kerk ('s-Hertogenbosch)
De Vrijgemaakt Gereformeerde Kerk was een kerk in de Noord-Brabantse stad 's-Hertogenbosch. Het gebouw was gelegen aan de Korte Havenstraat 4.
Het betrof een bescheiden modern kerkgebouw onder zadeldak en met een torentje. Het werd ontworpen door T. Kliphuis en gebouwd in 1962. 
In 2001 werd de kerk verlaten. De vrijgemaakte gemeente betrok nu de voormalige Maria Geboortekerk, waar sindsdien de diensten werden gehouden.
Het verlaten kerkgebouw werd in 2002 gesloopt.